# Suillia discolor
Suillia discolor är en tvåvingeart som beskrevs av Leander Czerny 1927. Suillia discolor ingår i släktet Suillia och familjen myllflugor.
Artens utbredningsområde är Spanien. Inga underarter finns listade i Catalogue of Life.